# Нидерландска съпротива
Нидерландската съпротива е съпротивително движение в Нидерландия по време на германската окупация през Втората световна война.
То включва множество идеологически разнородни групи, действащи срещу германското присъствие в страната, повечето свързани с Комунистическата партия и църквите. Те извършват саботажни акции и събират разузнавателна информация, като организират и укриването на над 300 хиляди издирвани от властите, включително търсени за избиването им евреи.